# Gerard Toorenaar

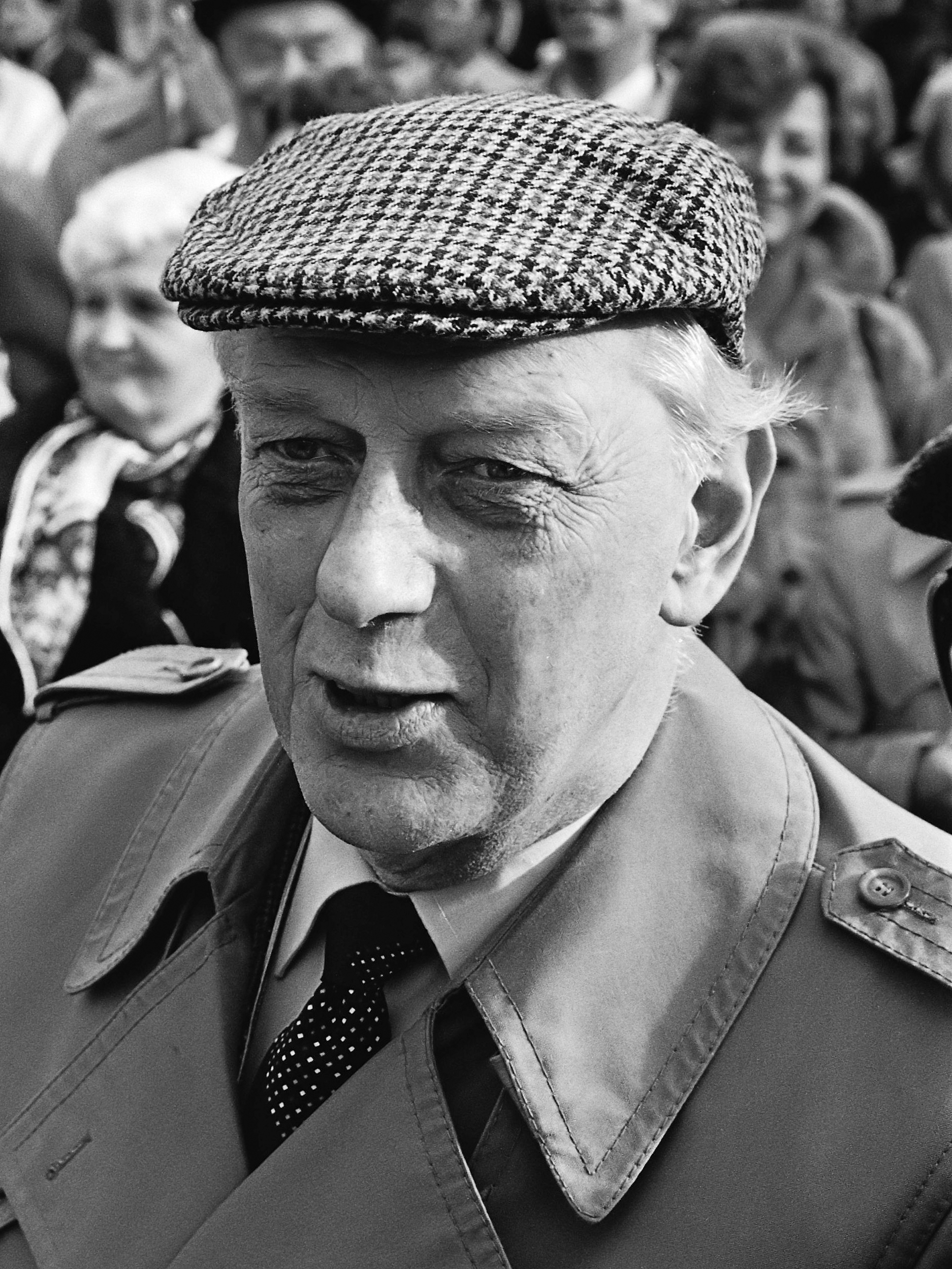
Gerard Toorenaar (1980)

Gerard Jan Toorenaar (Den Haag, 30 mei 1925 – Amsterdam, 25 november 1994) was een Nederlands politieman. Hij was van 1952 tot 1984 in dienst van de Amsterdamse politie.
Toorenaar was onder andere hoofdinspecteur en commissaris binnen het Amsterdamse korps. Als hoofd van de narcoticabrigade stond hij bekend als bestrijder van de in de jaren zeventig opkomende heroïnehandel. Hij leidde diverse geruchtmakende zaken, waaronder het onderzoek naar de ontvoering van zakenman Maup Caransa. In 1968 kreeg hij internationale bekendheid door zijn leidende rol in de oplossing van een zaak rond een wereldwijde vanuit Londen opererende organisatie van goudsmokkelaars.
Na diverse corruptieschandalen binnen de Amsterdamse politie werd Toorenaar in 1979 overgeplaatst van de centrale recherche naar het bureau Lijnbaansgracht, waar hij de leiding kreeg. Hoewel zijn directe betrokkenheid nooit is bewezen, was Toorenaar enkele keren zelf onderwerp van een onderzoek naar corruptie. In 1980 bleek uit onderzoek dat hij "onduidelijk gebruik had gemaakt van dubieuze informanten" en werd hem "een in hoge mate solistisch optreden" verweten. Verantwoordelijk minister Hans Wiegel en de Amsterdamse burgemeester Wim Polak zagen echter geen reden voor ontslag. In 1983 werd hij ontheven uit zijn functie van politiechef en kreeg hij een adviesfunctie. In 1984 verliet hij ruim een jaar voor zijn pensionering de politie, uit onvrede met een berisping door minister Koos Rietkerk.
Het afscheidsfeest van Toorenaar werd bekritiseerd door hoofdcommissaris Jaap Valken. De aanwezigheid van "hoofdstedelijke penose" als Pistolen Paultje was volgens Valken "beschamend voor de politie". Het feest was georganiseerd door acteurs Rijk de Gooyer en Hans Boskamp en autocoureur Tonio Hildebrand. Na zijn pensionering had Toorenaar een detectivebureau.

## Publicaties
- Peter R. de Vries: Uit de dossiers van commissaris Toorenaar (1985)